# بلو بيتل (فلم)
بلو بيتل (بالإنجليزية: Blue Beetle) هو فيلم بطل خارق أمريكي لعام 2023 مبني على شخصية هايمي رييس/بلو بيتل من تأليف شركة دي سي كومكس. الفيلم من إنتاج وارنر برذرز بيكتشرز، وبطولة شولو ماريدونيا، وبرونا ماركيزين، وجورج لوبيز.